# Humboldt Lab Tanzania
Das Humboldt Lab Tanzania war ein Forschungs- und Ausstellungsprojekt in den Jahren 2016 bis 2018 zur kritischen Aufarbeitung von Objekten aus dem heutigen Tansania in den Beständen des Ethnologischen Museums Berlin. Unter Beteiligung von deutschen und tansanischen Wissenschaftlern, Kuratoren und Künstlern verstand sich das Projekt als Beitrag zur Provenienzforschung, zum Austausch der jeweiligen Sichtweisen in den beiden Ländern und zur Konzeption der ethnografischen Ausstellungen im Humboldt Forum Berlin.
Die Entstehung und aktuellen Aufgaben ethnologischer Sammlungen sind unter anderem in Bezug auf die Provenienz ihrer Objekte sowie Fragen nach der Bedeutung für die deutsche und außereuropäische Gesellschaften ein kontrovers diskutiertes Thema. Ein Schwerpunkt des Projekts lag deshalb auf der aktuellen Bedeutung für beide Länder von Sammlungsbeständen, die aus der deutschen Kolonialzeit in der Geschichte Tansanias stammen. Die abschließende dreisprachige Publikation versteht sich als „Werkstattbericht“, mit dem Ziel „eine rein koloniale Perspektive zu durchbrechen.“

## Hintergrund, Verlauf und Ergebnisse

### Hintergrund
In den Beständen des Ethnologischen Museums Berlin befinden sich zahlreiche Objekte, die im Verlauf der deutschen kolonialen Herrschaft über Deutsch-Ostafrika zwischen 1885 und 1918 erbeutet oder auf andere Weise erworben wurden. Als Teil der Vorbereitungen für neue und zeitgemäße Ausstellungsformen außereuropäischer Kulturgüter im 2021 eröffneten Humboldt Forum wurde das Projekt Humboldt Lab Tanzania vom 1. Juli 2016 bis 30. Juni 2018 in Deutschland und Tansania durchgeführt. Gefördert durch die Kulturstiftung des Bundes, befasste es sich vor allem mit Objekten des Museums, die während der Kolonialkriege in Deutsch-Ostafrika, insbesondere des Maji-Maji-Krieges, erbeutet wurden. In den Archiven des Berliner Museums konnten dafür 32 Objekte, darunter Musikinstrumente, Waffen und rituelle Objekte wie beispielsweise ein Beutel mit traditioneller afrikanischer „Medizin“ bestimmt werden, die eindeutig mit dem Maji-Maji-Krieg in Verbindung stehen.
Im Verlauf des Projekts zeigte sich, dass diese Objekte aus deutscher Sicht zunächst als Kriegsbeute, dann als ethnografische Objekte afrikanischer Ethnien interpretiert wurden. Aus tansanischer Sicht wurden sie jedoch als ursprünglich traditionell verwendete Ritualobjekte gesehen, die im Kontext der kriegerischen Auseinandersetzungen zu Objekten des möglichen Widerstands wurden und sogar alternative Methoden der Kriegsführung darstellten. Diese Sichtweise verleihe laut tansanischen Kommentatoren den Objekten eine zeitgemäße Bedeutung für die heutige Gesellschaft.
Dem Humboldt Lab Tanzania vorausgegangenen war das Pilotprojekt Humboldt Lab Dahlem. Dies fand zwischen 2012 und 2015 statt und hatte in der Folge maßgeblichen Einfluss auf die Planungen des Ethnologischen Museums und des Museums für Asiatische Kunst in Berlin für die zukünftigen Ausstellungen im Humboldt Forum.
Die Stiftung Preußischer Kulturbesitz, zu der die Staatlichen Museen zu Berlin gehören, wendet die international anerkannten Richtlinien für Museumsarbeit des International Council of Museums (ICOM) an. Insbesondere die Ethischen Richtlinien für Museen von ICOM sehen gemeinsame Provenienzforschung und die Beteiligung von Vertretern der Herkunftsgesellschaften vor. Demzufolge zählten sowohl deutsche als auch tansanische Fachleute aus Wissenschaft, Kunst und Museumspraxis sowie Vertreter der Zivilgesellschaften zu den Beteiligten am Projekt. Neben dem Austausch durch Museumsexperten über die  Objekte aus der Geschichte Tansanias war eine Beteiligung von jungen Künstlerinnen und Künstlern aus Daressalam geplant, um die Bedeutung für die heutige Gesellschaft von ausgewählten Objekten und deren zeitgenössische Interpretationen einzubeziehen.
In Tansania zählten die folgenden Organisationen zu den Projektpartnern: Die University of Dar es Salaam mit ihren Abteilungen für Geschichte, bildende und darstellende Künste sowie für Archäologie, das Nationalmuseum in Daressalaam und das Majimaji Memorial Museum in Songea. Daneben waren die kulturellen Einrichtungen Nafasi Art Space, Bookstop Sanaa Visual Art Library & Creative Learning Space und das Goethe-Institut in Daressalaam beteiligt.

### Verlauf
Im November 2016 fand im Goethe-Institut eine erste gemeinsame Konferenz statt. Dabei kommentierte Donatius Kamamba, Director of Antiquities Department, die kontroversen Fragen eines „gemeinsamen Erbes“ (shared heritage), wie beispielsweise die aus der deutschen Kolonialzeit stammenden Bauwerke in Tansania. Er betonte dabei den Wert solch kulturellen Erbes durch die Anerkennung, Erhaltung und Interpretation von Kulturgütern - auf kommunaler, nationaler oder sogar auf der Ebene des Weltkulturerbes. Der Künstler Douglas Kahabuka wies darauf hin, dass die Existenz zahlreicher Objekte aus der Geschichte seines Landes bisher kaum bekannt sei und stellte die Frage, warum deutsche Museen überhaupt so viele Objekte behalten und nicht zurückgeben wollten. Ein anderer Diskussionsteilnehmer stellte klar, dass Tansanier bei der Interpretation der kolonialen Kulturgüter das Konzept der „geteilten Objekte“ ablehnen und diese vielmehr als Beispiel für Unrecht kolonialer und kultureller Gewalt betrachten, die afrikanische Institutionen beschädigt, Hungersnöte verursacht und entsprechende kulturelle Folgen hatte.
Auf den Hinweis, dass das Nationalmuseum in Daressalam unter Mangel an finanzieller Ausstattung für seine Arbeit und an Informationen über die Bestände in Berlin leide, antwortete der Präsident der Berliner Stiftung Preußischer Kulturbesitz, Hermann Parzinger, dass das Ethnologische Museum in Berlin einen Bildungsauftrag habe und auch weiterhin als Ort des beiderseitigen Austauschs dienen werde. Zusätzlich sind neue pädagogische Vermittlungsformen, beispielsweise auch durch Einblicke über Virtuelle Realität und eine langfristige Digitalisierung der Sammlungen geplant.
Ein weiterer Bestandteil des Projekts war die Ausstellung Living Inside the Story, die Anfang 2017 im Nationalmuseum sowie an der University of Dar es Salaam gezeigt wurde. Dabei präsentierten vier junge tansanische Künstlerinnen und Künstler ihre Eindrücke und Empfindungen auf künstlerische Weise. Anschließend eröffneten ein tansanischer Minister zusammen mit dem Chief der Wangoni und Vertretern der lokalen Gemeinden sowie der deutsche Botschafter in Tansania, Mitarbeiter des Nationalmuseums und des Projekts Humboldt Lab Tansania zum Jahrestag des Maji-Maji-Krieges die Ausstellung am Maji Maji Memorial Museum in Songea. Dort waren am 27. Februar 1906 67 Kämpfer erhängt und in einem Massengrab beerdigt worden.

### Ergebnisse
In der abschließenden Dokumentation beschrieb das Forschungsteam die Identifikation und Reaktionen der befragten Menschen in Tansania auf die überraschende Erkenntnis, dass zahlreiche Objekte aus der Geschichte ihres Landes in Berliner Archiven lagerten:

„Die Wiederverbindung der befragten Tansanierinnen und Tansanier mit ‚ihrer‘ Geschichte – oder vielmehr ‚ihren‘ Geschichten – beim bloßen Anblick der Fotos aus dem Depot des Ethnologischen Museums in Berlin gehörte zu den bewegendsten Momenten des Projektes. Hier wurden die im Berliner Depot ‚verstummten‘ Objekte bei der Suche nach ihrer Bedeutung damals und heute, jedenfalls rudimentär, zum Sprechen gebracht durch das Erzählen von Legenden und ‚übernatürlichen‘ Begebenheiten, ebenso wie durch das Erinnern an Alltägliches und das Äußern von Stolz und Trauer, aber auch die Fähigkeit, mit Humor zu reagieren. Die meisten Interviewten fragten danach, warum die Stücke nicht in Tansania seien und ob es möglich wäre, diese zurückzubringen.“

Aufbauend auf dem Austausch mit tansanischen Kollegen begann 2019 ein dreijähriges kooperatives Projekt zur Provenienzforschung, das hauptsächlich in Daressalaam angesiedelt war. Daran nahmen das Ethnologische Museum Berlin, die University of Dar es Salaam, das tansanische Nationalmuseum und die Humboldt-Universität zu Berlin teil.
Das 2018 erschienene dreisprachige Buch Humboldt Lab Tanzania. Objekte aus den Kolonialkriegen im Ethnologischen Museum, Berlin – Ein tansanisch-deutscher Dialog enthält Beiträge sowohl deutscher wie auch tansanischer Wissenschaftler, Kuratoren und Künstler. Es versteht sich als „Werkstattbericht, der [...] Anhaltspunkte dafür liefert, wie Forschung über die Herkunft und aktuelle(n) Bedeutung(en) von historischen ethnologischen Sammlungen in kooperativen Projekten stattfinden kann.“ Zusätzlich wurde dieser Bericht als frei zugängliche Zweitveröffentlichung unter der Lizenz CC-BY-SA zur Verfügung gestellt.

## Weitere Objekte mit geteilter Geschichte
Neben anderen kulturellen und naturkundlichen Objekten sowie menschlichen Überresten (human remains) aus Tansania haben die international bekannten Rekonstruktionen von Dinosauriern aus der Tendaguru-Formation im Museum für Naturkunde Berlin in Tansania Aufsehen erregt und eine Debatte um die Eigentumsrechte ausgelöst.